# Кеноріс
Кено́ріс (каз. Кеңөріс) — село у складі Махамбетського району Атирауської області Казахстану. Входить до складу Актогайського сільського округу.
У радянські часи село називалося Карманово.
Населення — 17 осіб (2021; 57 у 2009, 62 у 1999, 211 у 1989).